# Ebba Grön
Ebba Grön er et tidligere svensk punkband, som blev dannet i december 1977 i Rågsved, en forstad til Stockholm, af sangeren og guitaristen Joakim Thåström, trommeslageren Gunnar Ljungstedt og bassisten Lennart "Fjodor" Eriksson. Kort efter dannelsen af bandet indtrådte keyboardspilleren Stry Terrarie i bandet. 
Fjodor Eriksson forlod bandet i 1983, hvorefter bandet blev opløst. De tre øvrige medlemmer dannede herefter Rymdimperiet, senere Imperiet.
Ebba Grön opnåede i sin levetid betydelig popularitet i Sverige, også uden for punkkredse, og bandet anses som det største punkband, der opstod under den første punkbølge i Sverige i 1970'erne.

## Bandmedlemmer
- Joakim "Pimme" Thåström (sang, guitar)
- Lennart "Fjodor" Eriksson (el-bas, sang)
- Gunnar "Gurra" Ljungstedt (trommer)
- Stry Terrarie (orgel, keyboard)

## Diskografi

### Album
- 1979 - We're Only in It for the Drugs
- 1981 - Kärlek & uppror
- 1982 - Ebba Grön

### Singler
- 1978 - Antirock
- 1978 - Pro-Rock
- 1979 - Total-Pop
- 1980 - Staten & kapitalet
- 1980 - Schlagers julsingel artist på andra sidan Anders F Rönnblom
- 1981 - Scheisse

### Opsamlinger
- 1983 - Samlade singlar 78/82
- 1987 - Ebba Grön 1978-1982
- 1998 - Ebba Grön Live
- 1998 - Boxen
- 2005 - Ebba Grön Samlingen
- 2014 - Tyst För Fan - En Hyllning Till Ebba Grön

### Medvirken på andra opsamlinger
- 1979 - Oasen (Skjut en snut / Brackor)
- 1980 - Sveriges största singel 1 (Tyst för fan)
- 1982 - Sveriges största singel 2 (Uppgång & fall)
- 1983 - Sveriges största singel 3 (Staten & kapitalet)
- 1989 - Ståkkålmsjävlar (Tyst för fan)
- 1990 - Svenska klassiker 1980-90 (800°)
- 1991 - Svenska klassiker 1980-89 (Vad skall du bli?)
- 1992 - Absolut Hultsfred (Happy)
- 1993 - Ny våg 78-82 (Profit / Staten & kapitalet)
- 1993 - Vintertoppar (Mental istid)
- 1993 - Back to Front Vol 3 (Profit)
- 1996 - Wild Rock (Staten & kapitalet)
- 2003 - Svenska punkklassiker (Vad skall du bli? / Beväpna er / Staten & kapitalet)
- 2005 - Tjenare Kungen soundtrack (800°)
- 2005 - Joe Strummer Tribute - Roots Roch Rebel (DVD) (What's My Name / Career Opportunities / White Riot - samtliga med Mick Jones)

### Melodier på Svensktoppen
- 1981 - "Mental istid"[2]

### Filmmusik
- 1981 - Operation Leo[3]